# Stichting Museum Materieel Railion

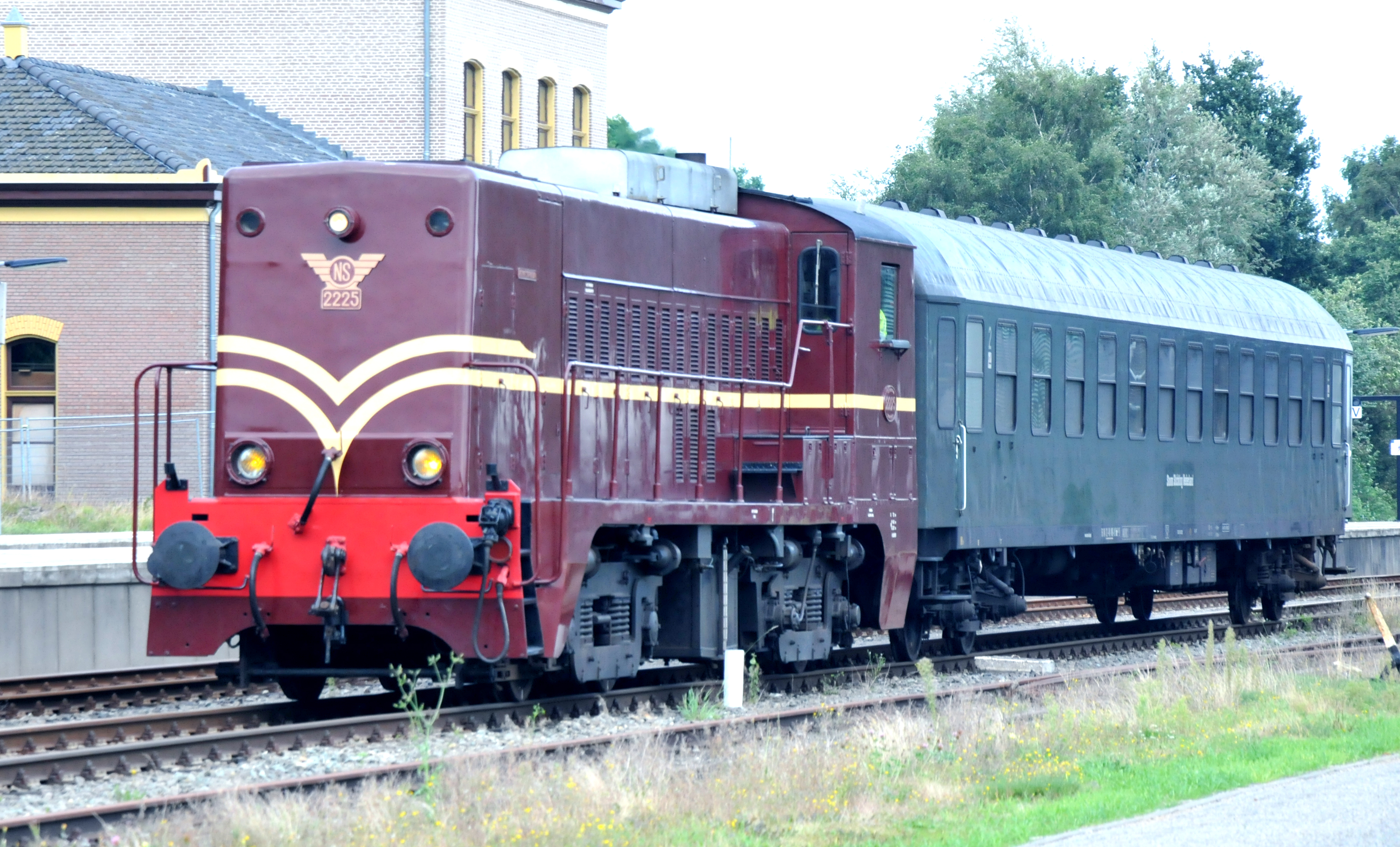
Locomotief 2225 te Zuidbroek op 16 September 2012.

De Stichting Museum Materieel Railion is opgericht in 2003 door medewerkers van Railion die een oude dieselloc van de serie NS 2200 als museummaterieel wilden behouden.
Dieselloc 2225 kon worden verworven en werd in rijvaardige staat hersteld. Deze is in de oude bruine kleurstelling teruggebracht.
Loc 2368 (ex-2296) werd aangeschaft voor het leveren van onderdelen. Later kwam ook loc 2278 naar de SMMR. Hiermee beschikte de organisatie over drie locs.
De 2278 is op 15 september 2012 overgenomen door Museumspoorlijn STAR, waar de loc na een volledige onderhoudsbeurt op 9 mei 2013 in de geel-grijze kleurstelling weer op de baan kwam.
De 2296 (2368) is op 1 december 2022 overgenomen door de Stichting 2454CREW, waar de loc een optische, en later technische, revisie zal krijgen. 
De standplaats van de stichting is Rotterdam bij de Stoom Stichting Nederland.